# 米爾沃德鎮區 (明尼蘇達州艾特金縣)
米爾沃德鎮區（英語：Millward Township）是位於美國明尼蘇達州艾特金縣的一個行政鎮區。

## 地方資料
米爾沃德鎮區的面積為185.00平方千米，當中陸地面積為184.90平方千米，而水域面積為0.10平方千米。根據2020年美國人口普查的數據，當地共有人口60人，而人口密度為每平方千米0.32人。